# Heber-Overgaard
Heber-Overgaard – jednostka osadnicza w Stanach Zjednoczonych, w stanie Arizona, w hrabstwie Navajo.